# Zgodnja dela (film)
Zgodnja dela (srbsko Rani radovi, Рани радови) je jugoslovanski dramski film iz leta 1969, ki ga je režiral Želimir Žilnik in zanj tudi napisal scenarij skupaj z Brankom Vučićevićem. V glavnih vlogah nastopajo Slobodan Aligrudić, Marko Nikolić, Čedomir Radović, Bogdan Tirnanićin Milja Vujanović. Film na kritičen način prikazuje posledice študentskih demonstracij v Jugoslaviji leta 1968. Naslov se nanaša na priljubljeno antologijo zgodnjih del Marxa in Engelsa, ki je bila prvič v Jugoslaviji objavljena leta 1953 in je imela pomembnem vpliv na jugoslovansko šolo Praxis filozofije. Naslov je ironija in umetniški komentar na razhajanje med teorijo iz del Marxa in Engelsa ter prakso izvedeno v Sovjetski zvezi in drugih državah realsocializma. Zgodba prikazuje tri mladeniče in dekle Jugoslavo (Vujanović), ki poskušajo dvigniti zavest delavcem in kmetom, toda naletijo le na primitivizem in pomanjkanje morale, zato žrtvujejo dekle kot pričo njihovega neuspelega poskusa revolucije.  
Film je bil premierno prikazan februarja 1969 v Beogradu in je naletel na dobre ocene kritikov. Na Mednarodnem filmskem festivalu v Berlinu je kot prvi in edini jugoslovanski film osvojil glavno nagrado zlati medved in tudi nagrado za najboljši mladinski film. Film je 8. marca 1969 dobil dovoljenje za javno predvajanje, toda 23. junija istega leta je bil predmet sodnega preganjanja zaradi »vznemirjanja jugoslovanske javnosti.«,  šele leta 1982 je dokončno dobil uradno dovoljenje za javno predvajanje.

## Vloge
- Milja Vujanović kot Jugoslava
- Bogdan Tirnanić
- Čedomir Radović
- Marko Nikolić
- Slobodan Aligrudić
- Želimira Žujović